# Aphrodisium metallicollis
Aphrodisium metallicollis är en skalbaggsart som först beskrevs av J. Linsley Gressitt 1939.  Aphrodisium metallicollis ingår i släktet Aphrodisium och familjen långhorningar. Inga underarter finns listade i Catalogue of Life.